# Планинска клима
Планинска клима или алпска клима је клима развијена на планинама изнад 800 до 1.500 метара у зависности од географске ширине. Одликује се дугим и оштрим, хладним зимама са доста снега и кратким и свежим летима. Количина падавина је већа него у нижим пределима, а у зимској половини године излучује се у виду снега. Температура опада са висином, за 0,6 °C, на сваких 100 метара. Честа је појава температурне инверзије у високим котлинама и пољима. Облачност је већа у летњем, а мања у зимском периоду. Планинска клима је заступљена на свим просторима чија надморска висина прелази 600, а најчешће 800 метара. У Србији је распрострањена у Планинској регији јужно од Саве и Дунава.